# Las Latitas
Las Latitas är en ort i Mexiko.   Den ligger i kommunen Montemorelos och delstaten Nuevo León, i den centrala delen av landet, 600 km norr om huvudstaden Mexico City. Las Latitas ligger 423 meter över havet och antalet invånare är 102.
Terrängen runt Las Latitas är platt. Runt Las Latitas är det ganska glesbefolkat, med 32 invånare per kvadratkilometer. Närmaste större samhälle är Montemorelos, 2,8 km sydväst om Las Latitas. Omgivningarna runt Las Latitas är en mosaik av jordbruksmark och naturlig växtlighet.